# Haguenau
Haguenau är en stad och kommun i östra Frankrike och tillhör departementet Bas-Rhin. Folkmängden i kommunen uppgick till 36 070 invånare i början av 2022, på en yta av 182,6 km². Det närmaste storstadsområdet (unité urbaine) hade 57 595 invånare 2007 (227,7 km²), medan det fulla storstadsområdet (aire urbaine) hade 64 691 invånare (271,2 km²).
Rallyföraren Sébastien Loeb kommer ifrån Haguenau.
Ett avsnitt ur den kända serien Band of Brothers utspelar sig här.

## Befolkningsutveckling
Antalet invånare i kommunen Haguenau
| Referens: INSEE |

Haguenau
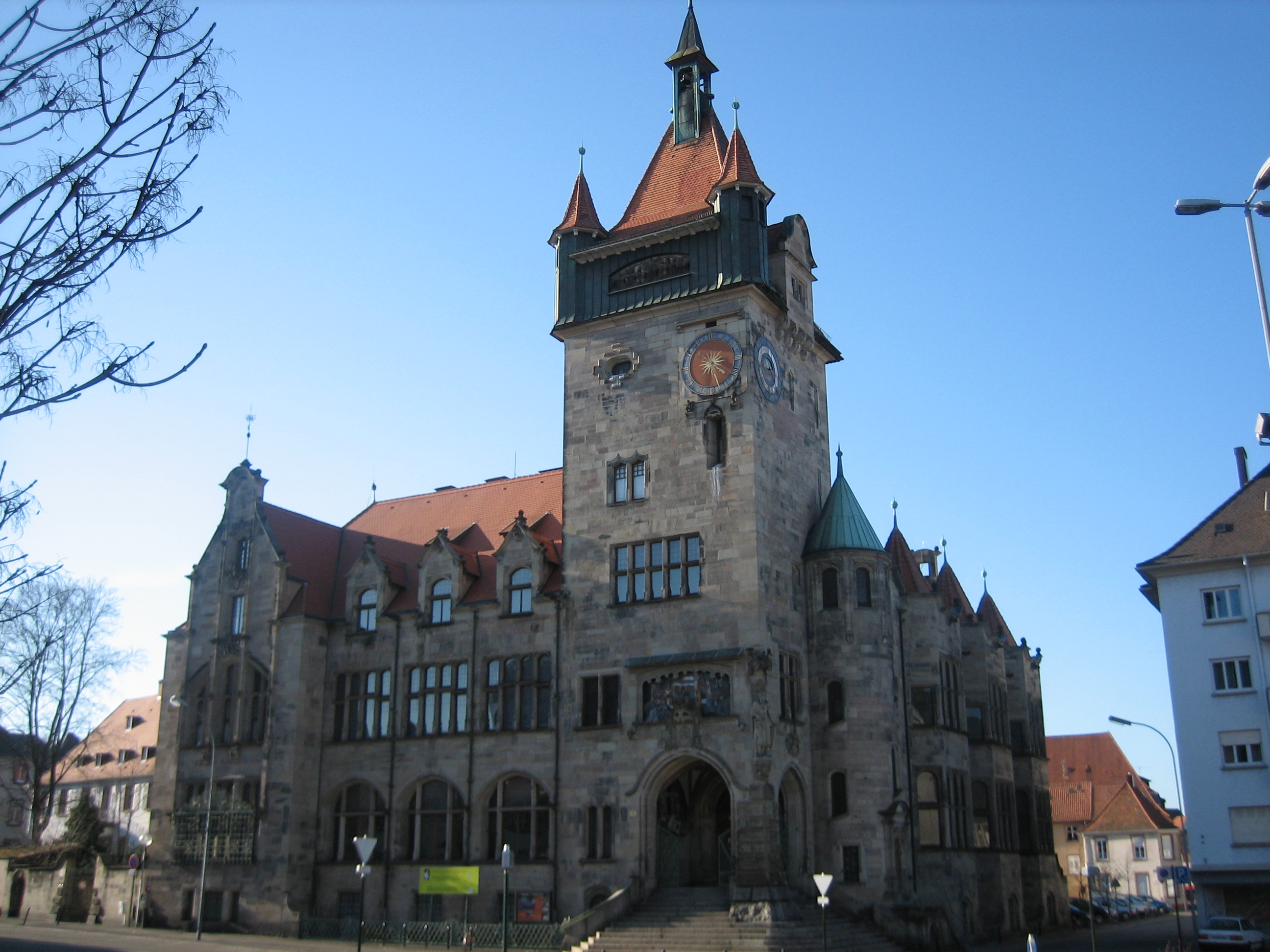
Det historiska museet
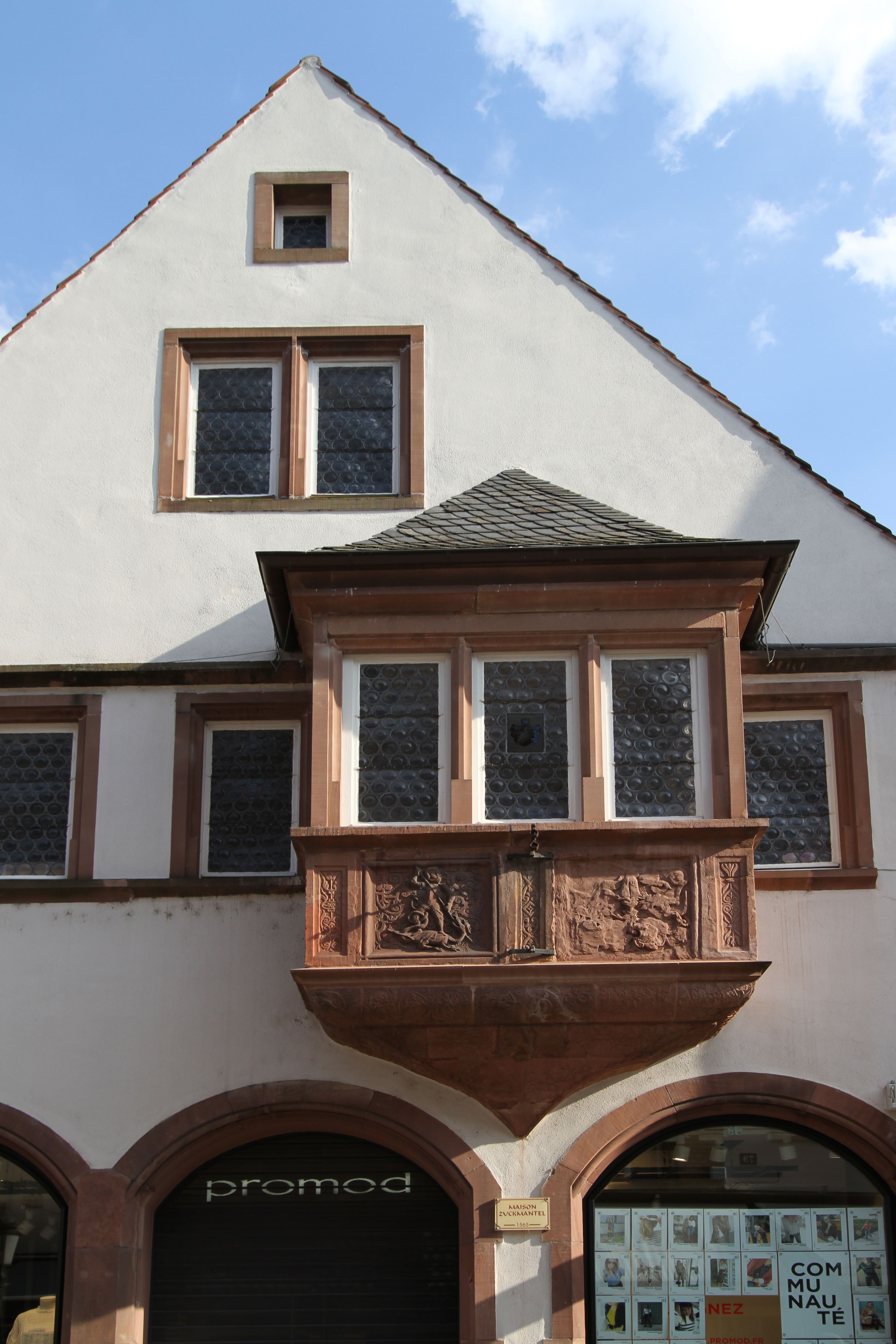
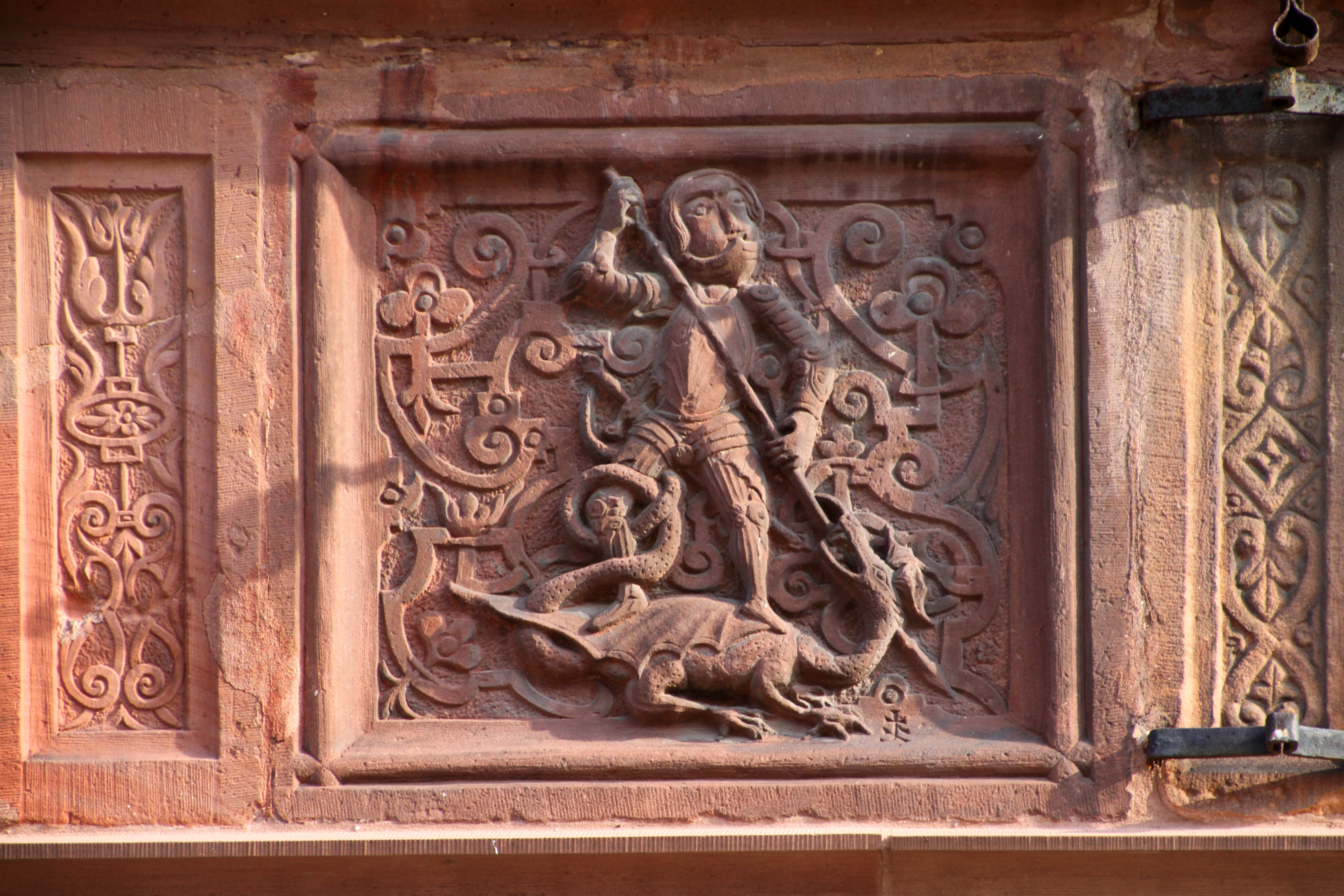
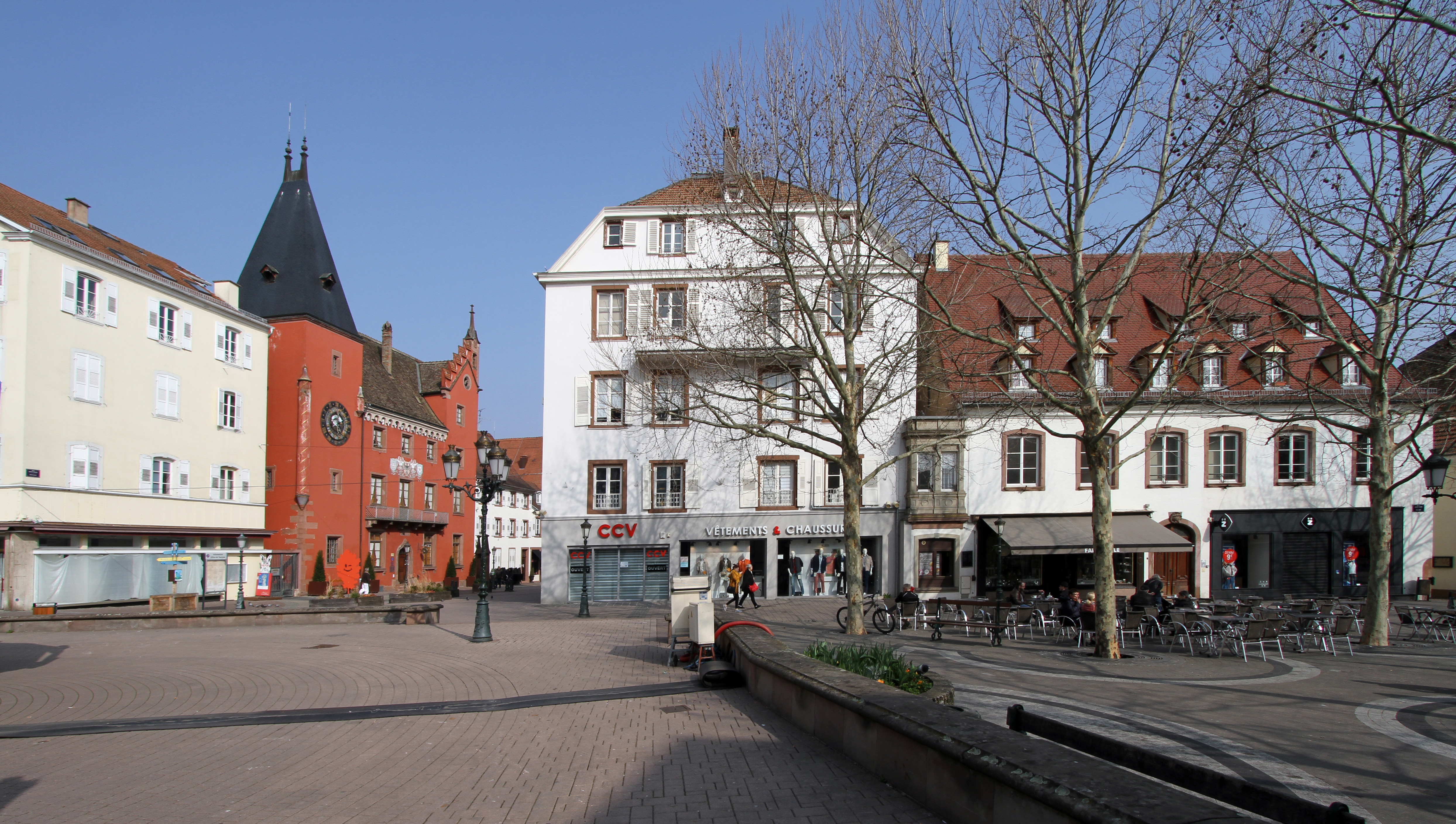
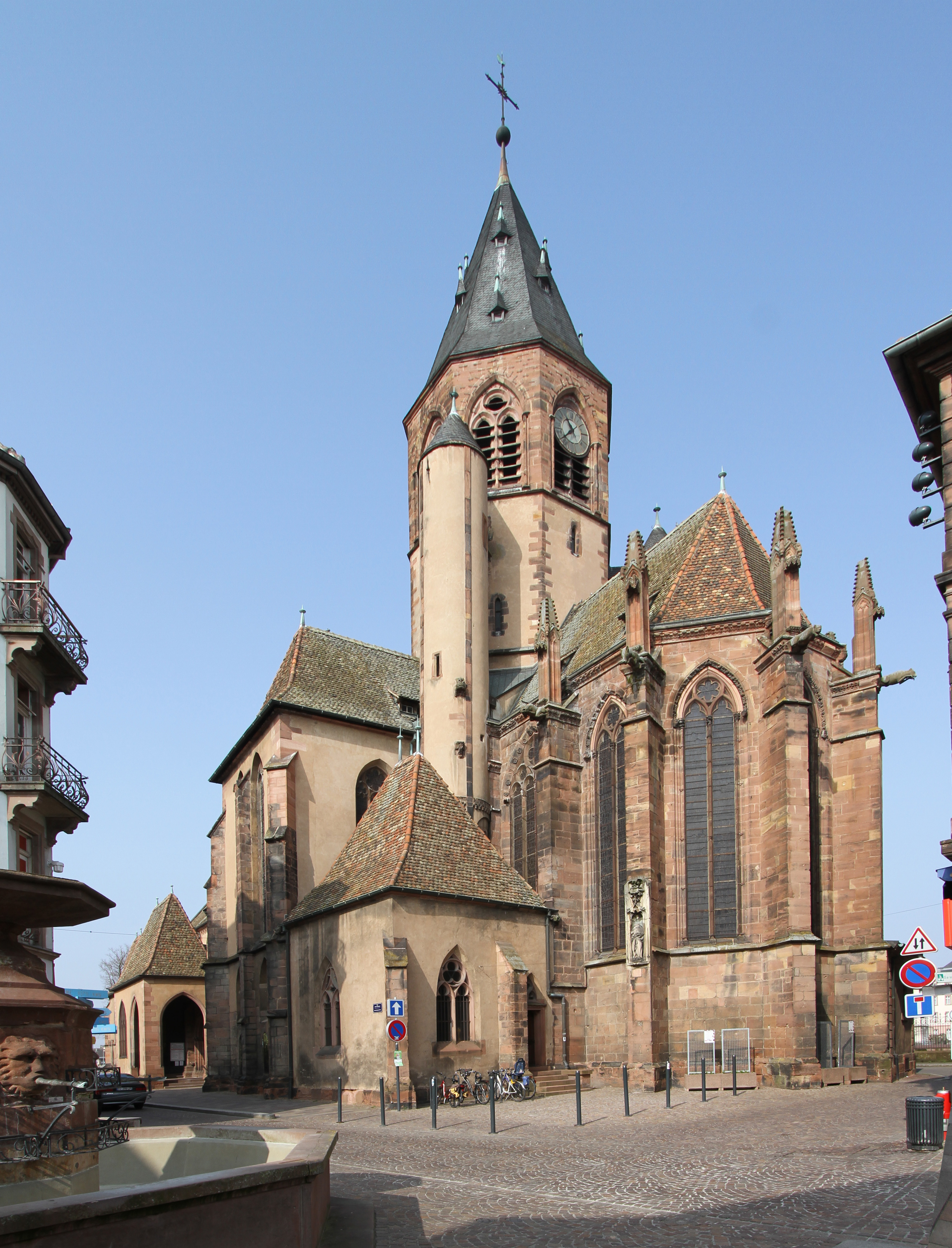
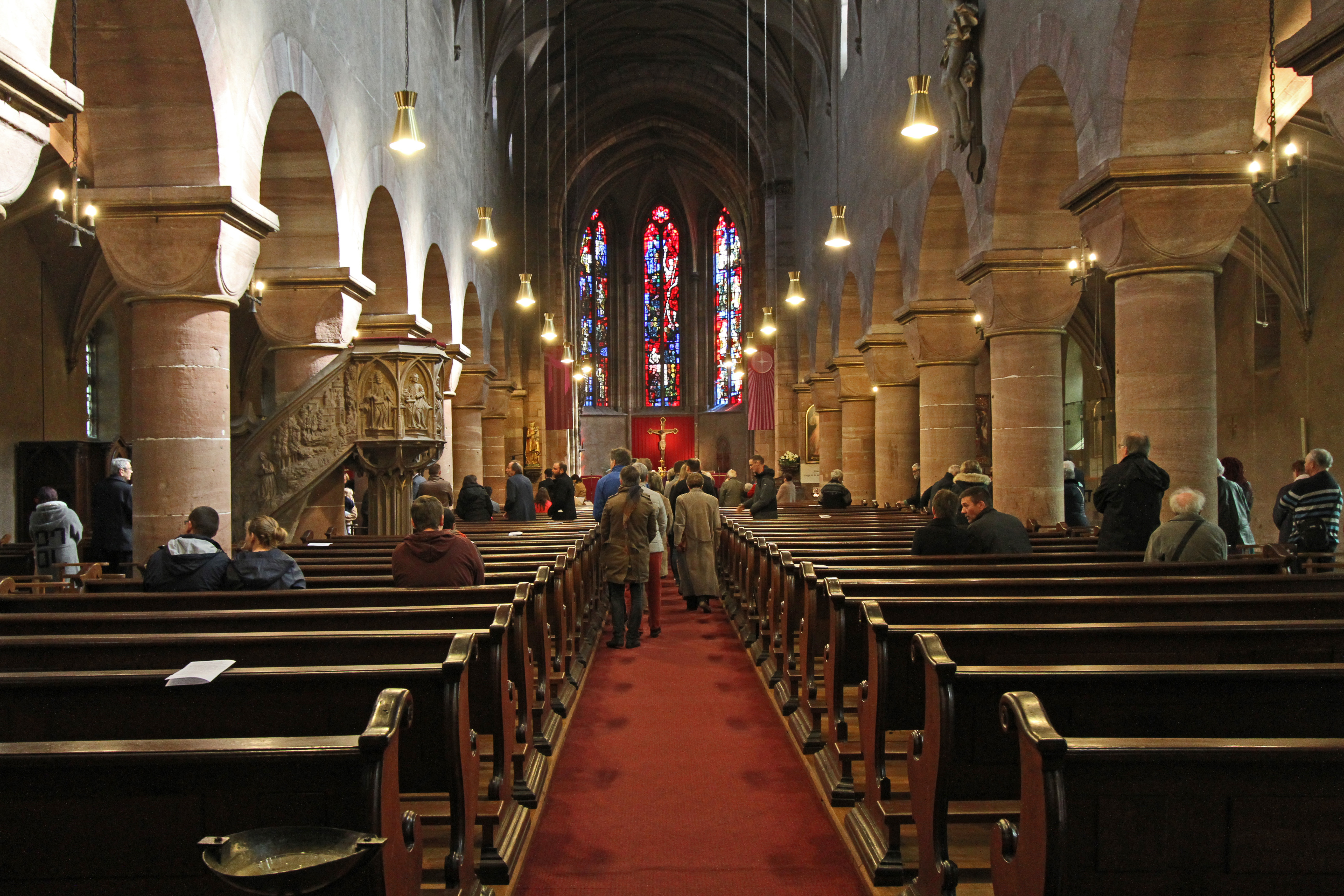
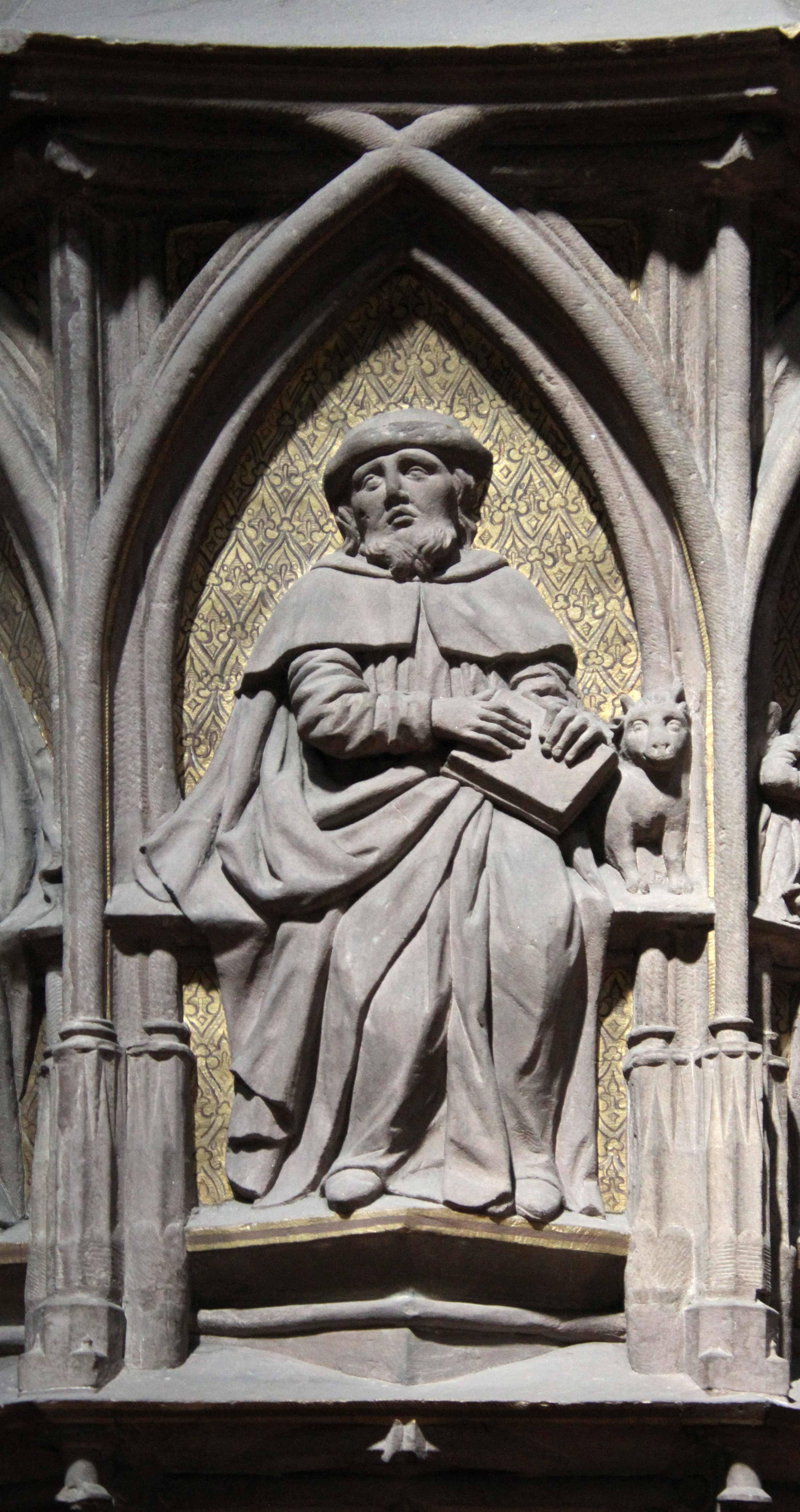
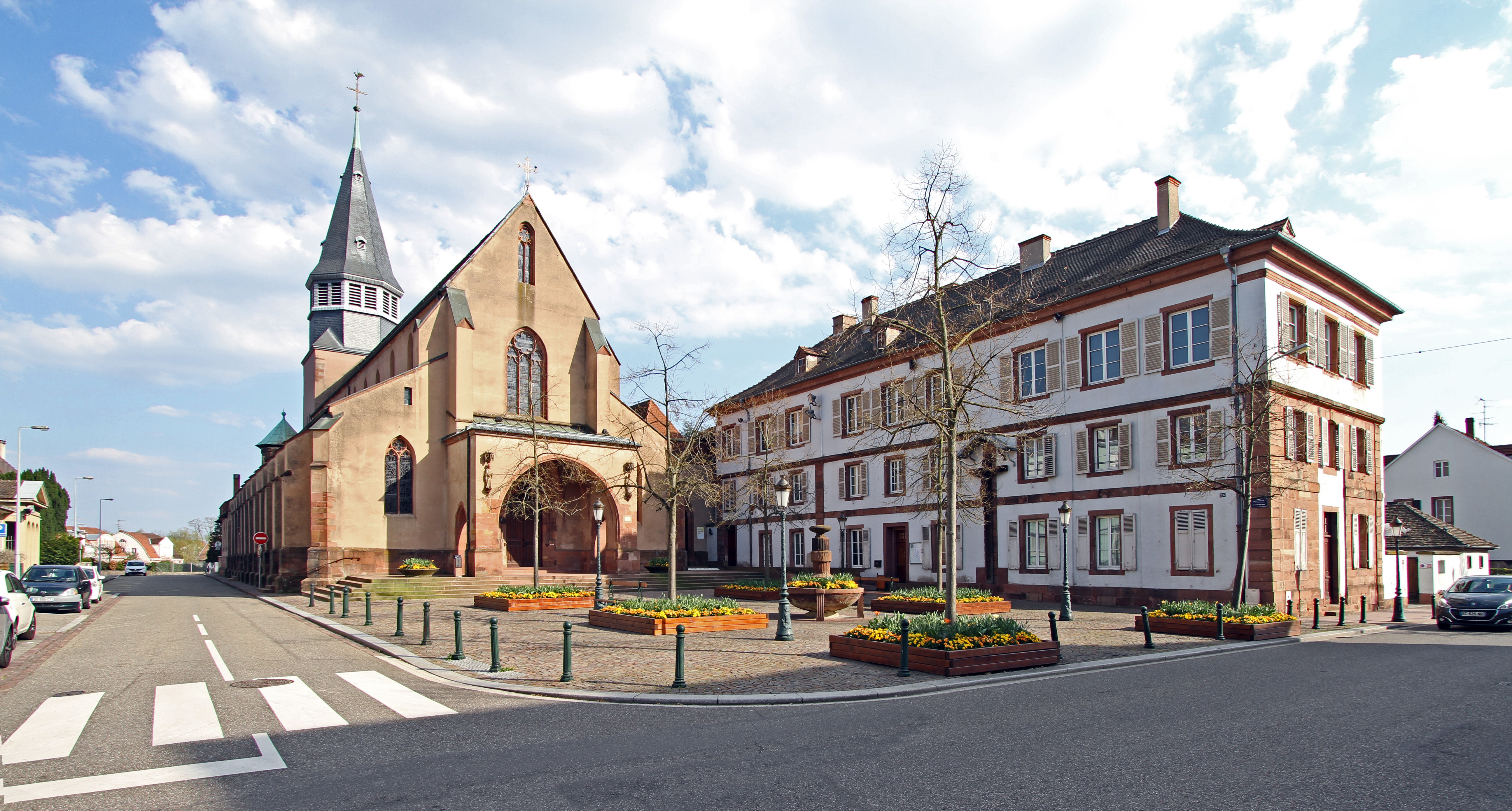
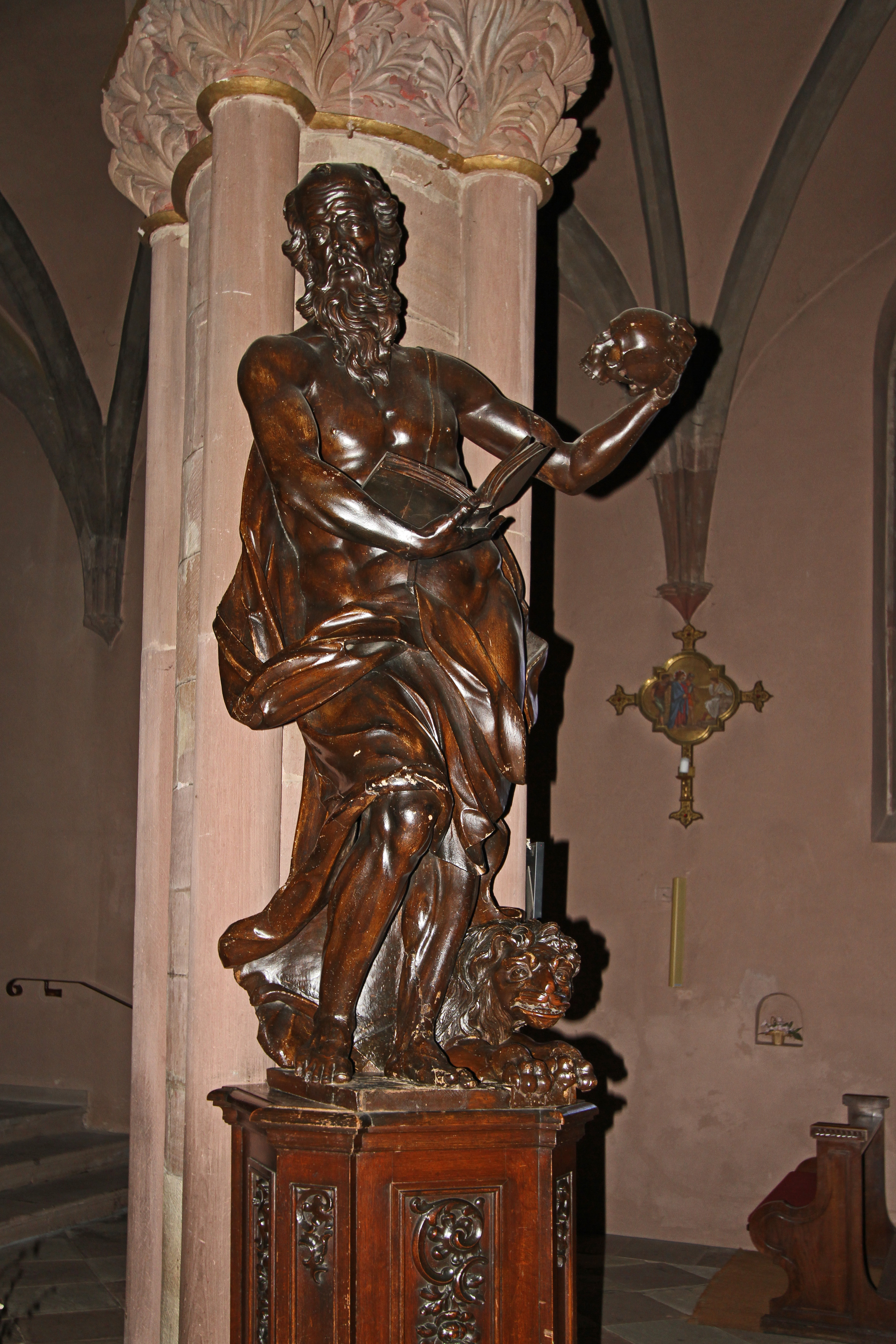
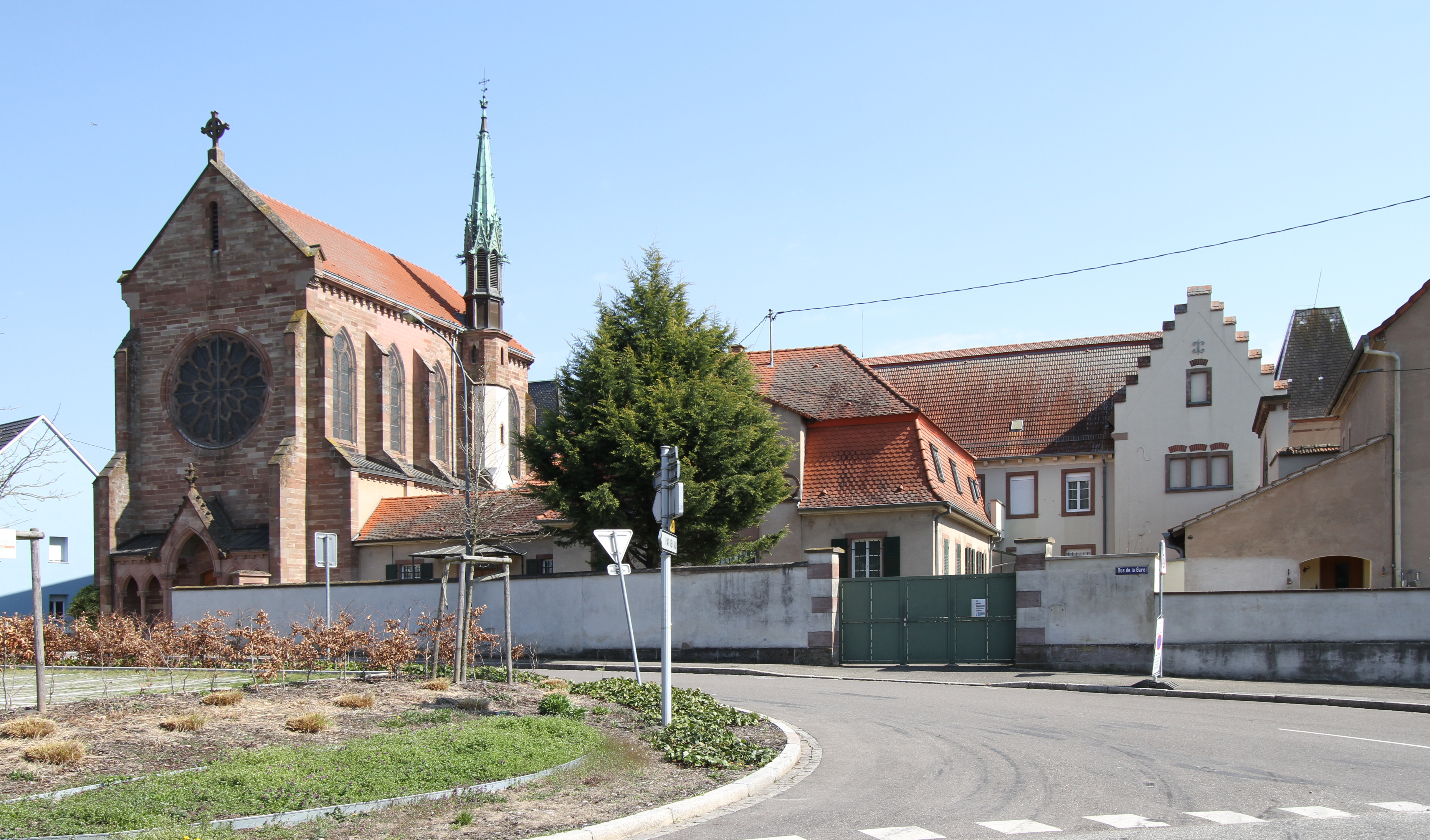
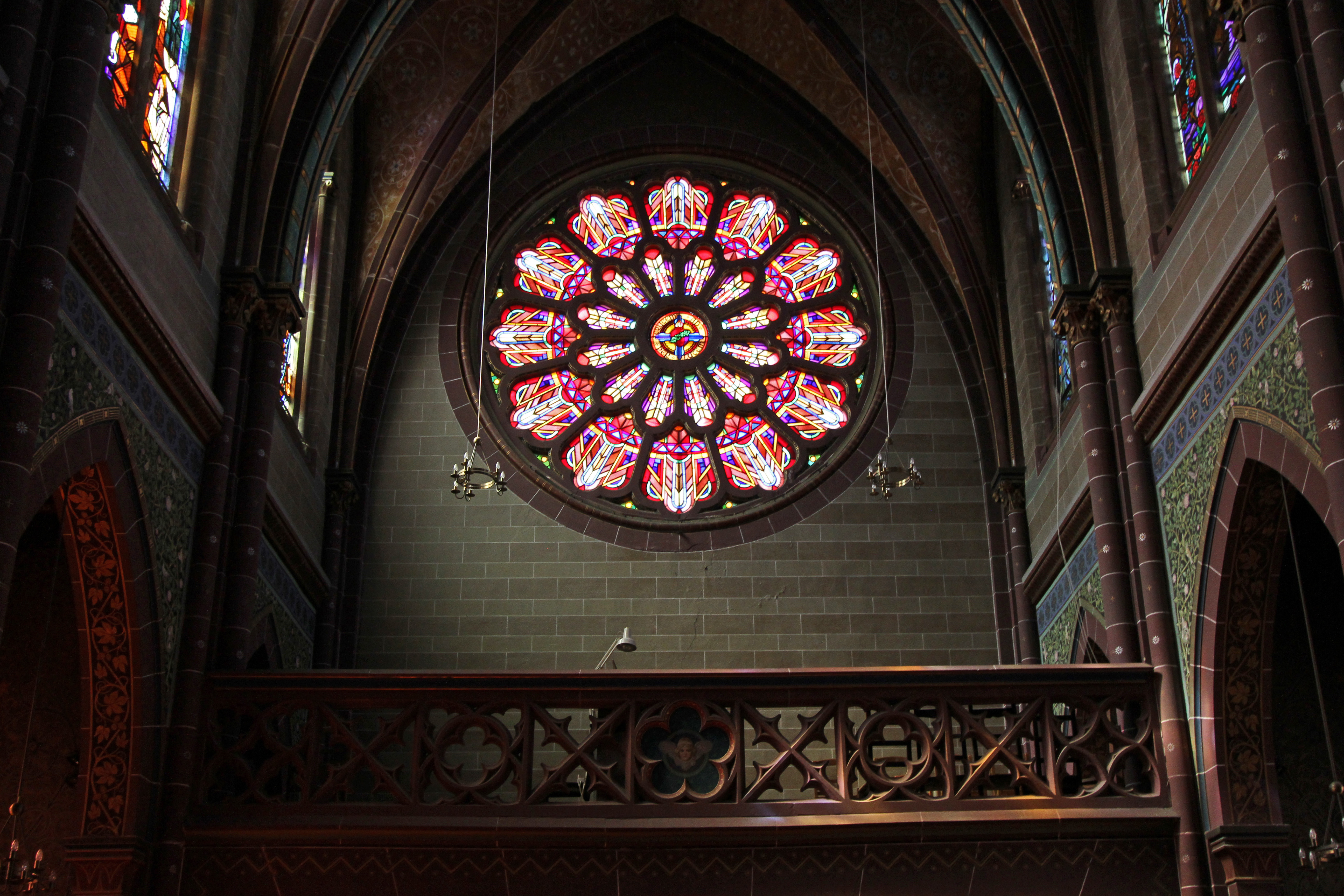
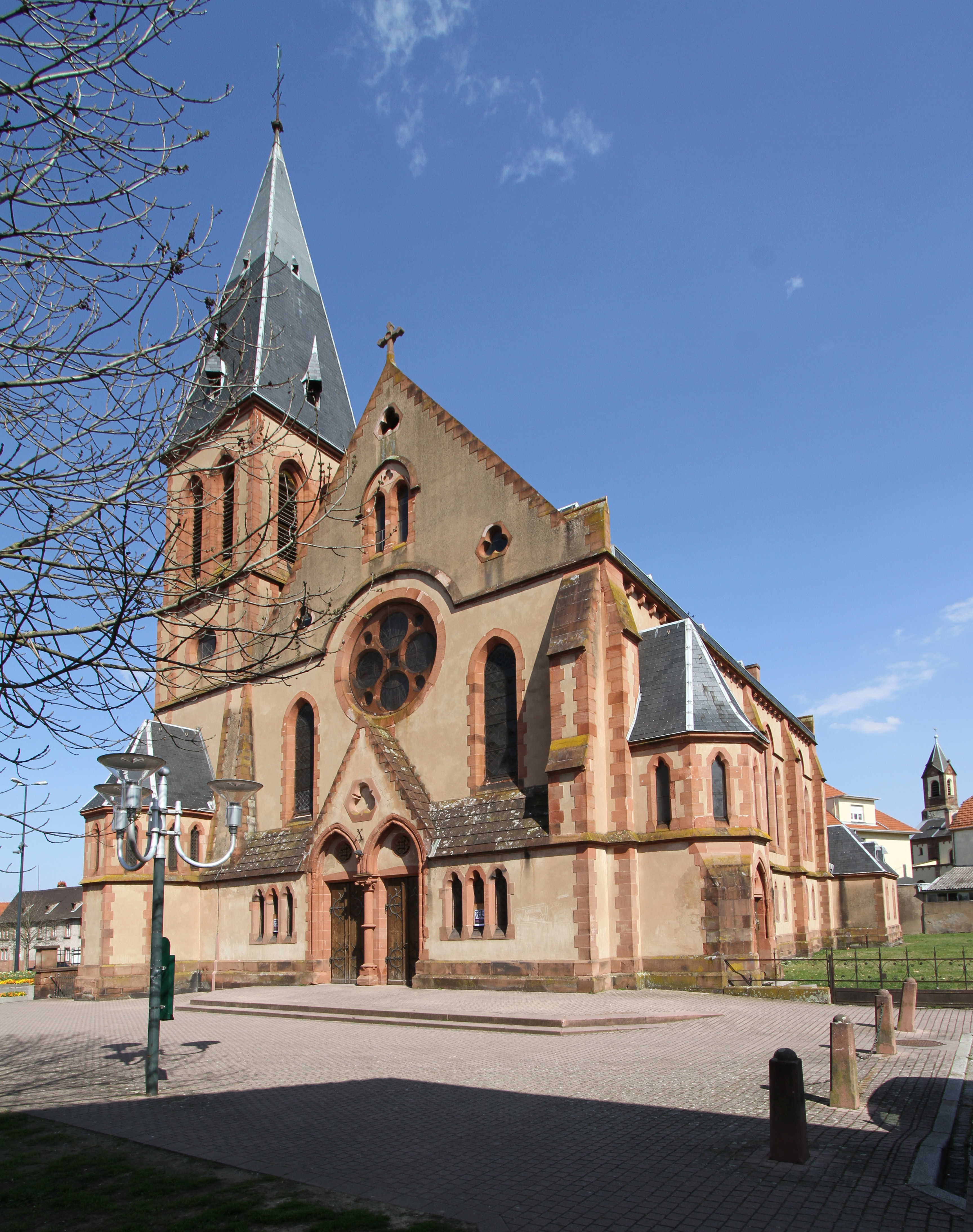